# Hertog van Sussex
Hertog van Sussex (Engels: Duke of Sussex) is een Britse dynastieke titel die twee keer gecreëerd werd in de Peerage van het Verenigd Koninkrijk. Hij verwijst naar het graafschap Sussex in Engeland.
De titel hertog van Sussex werd gecreëerd op 24 november 1801 door George III voor zijn zesde zoon Augustus Frederik. Bij dezelfde gelegenheid werd Augustus tot baron Arklow (in Ierland) en graaf van Inverness (in Schotland) verheven. Aangezien hij zonder wettige nakomelingen stierf verviel de titel met zijn overlijden in 1843. Augustus liet wel een zoon en een dochter na, die hij gekregen had met Augusta Murray, maar doordat hun huwelijk geen goedkeuring gekregen had volgens de Royal Marriages Act 1772, waren hun kinderen volgens Engels recht ongeldig en konden ze dus geen titels van hun vader erven. Beide kinderen stierven zelf ook kinderloos.
De titel werd in 2018 opnieuw gecreëerd. Toen verleende koningin Elizabeth II de titel aan haar kleinzoon prins Harry toen hij trouwde met Meghan Markle; zij kreeg de titel van hertogin van Sussex. Harry werd tegelijkertijd verheven tot graaf van Dumbarton (in Schotland) en baron Kilkeel (in Noord-Ierland).

## Hertog van Sussex (1801)
| Nr. | Portret           | Naam                                                | Begin            | Einde         | Titels                                                                                       | Afstamming                                                    |
| --- | ----------------- | --------------------------------------------------- | ---------------- | ------------- | -------------------------------------------------------------------------------------------- | ------------------------------------------------------------- |
| 1   | Augustus Frederik | Augustus Frederik (27 januari 1773 – 21 april 1843) | 24 november 1801 | 21 april 1843 | - Hertog van Sussex - Prins van het Verenigd Koninkrijk - Graaf van Inverness - Baron Arklow | Zesde zoon van koning George III van het Verenigd Koninkrijk. |

## Hertog van Sussex (2018)
| Nr. | Portret | Naam                                                   | Begin | Einde | Titels                                                                                        | Afstamming                                                      |
| --- | ------- | ------------------------------------------------------ | ----- | ----- | --------------------------------------------------------------------------------------------- | --------------------------------------------------------------- |
| 2   | Harry   | Henry Charles Albert David (15 september 1984 – heden) | 2018  | heden | - Hertog van Sussex - Prins van het Verenigd Koninkrijk - Graaf van Dumbarton - Baron Kilkeel | Tweede zoon van koning Charles III van het Verenigd Koninkrijk. |